# بونغ نانغ فوراشيث
بونغ نانغ فوراشيث (مواليد 15 اغسطس 1937) هو رئيس الوزراء في لاوس كان سابقاً نائب رئيس الوزراء من 1996 إلى 2001 ثم أصبح رئيساً للوزراء إلى الآن.
هو عضو في الحزب الثوري اللاوسي.